# 白喉鐘鵲
，是雀形目燕鵙科的一种鸟类。
黑背钟鹊体重约77克，翼长约140.5毫米，嘴峰长约39.2毫米，喙宽度约9.3毫米，喙厚度约12.6毫米，跗蹠长约29.3毫米，尾长约99毫米。黑背钟鹊在其分布区内为留鸟，其栖息在半开放的中等高度的林地中，食性为肉食性，主要食物来源是陆生无脊椎动物。

## 亚种
- ：分布于新几内亚东南部的稀树草原。
- ：分布于昆士兰北部约克角半岛。[4]